# Каїнликовська сільська рада
Каїнли́ковська сільська рада (рос. Каинлыковский сельский совет) — муніципальне утворення у складі Бураєвського району Башкортостану, Росія. Адміністративний центр — присілок Каїнликово.

## Населення
Населення — 1064 особи (2019, 1355 в 2010, 1620 в 2002).

## Склад
До складу поселення входять такі населені пункти:
| Населений пункт       | Населення, осіб (2002) | Населення, осіб (2010) |
| --------------------- | ---------------------- | ---------------------- |
| Бігіняєво, присілок   | 225                    | 183                    |
| Каїнликово, присілок  | 267                    | 243                    |
| Карабаєво, присілок   | 320                    | 239                    |
| Кулаєво, присілок     | 429                    | 374                    |
| Саїтбаєво, присілок   | 335                    | 282                    |
| Сібірганово, присілок | 44                     | 34                     |